# Open di Francia 2011 - Doppio maschile in carrozzina
Stéphane Houdet e Shingo Kunieda erano i detentori del titolo, ma Houdet ha partecipato in coppia con Michael Jeremiasz, mentre Kunieda ha fatto coppia con Nicolas Peifer. Kunieda e Peifer hanno battuto Houdet e Jeremiasz 1–6, 6–2, [10–7] in semifinale.
Kunieda e Peifer hanno battuto in finale Robin Ammerlaan e Stefan Olsson con il punteggio di 6–2, 6–3.

## Teste di serie
1. Shingo Kunieda /  Nicolas Peifer (campioni)
2. Maikel Scheffers /  Ronald Vink (semifinali)

## Tabellone

### Legenda
| - Q = Qualificato - WC = Wild card - LL = Lucky loser | - ALT = Alternate - SE = Special Exempt - PR = Protected Ranking | - w/o = Walkover - r = Ritirato - d = Squalificato |

|  | Semifinali | Semifinali                        | Semifinali | Semifinali | Semifinali |  |  | Finale | Finale                        | Finale                        | Finale | Finale |  |
|  |            |                                   |            |            |            |  |  |        |                               |                               |        |        |  |
|  | 1          | Shingo Kunieda Nicolas Peifer     | 1          | 6          | [10]       |  |  |        |                               |                               |        |        |  |
|  |            | Stéphane Houdet Michael Jeremiasz | 6          | 2          | [7]        |  |  | 1      | Shingo Kunieda Nicolas Peifer | Shingo Kunieda Nicolas Peifer | 6      | 6      |  |
|  |            | Robin Ammerlaan Stefan Olsson     | 7          | 3          | [11]       |  |  |        | Robin Ammerlaan Stefan Olsson | Robin Ammerlaan Stefan Olsson | 2      | 3      |  |
|  | 2          | Maikel Scheffers Ronald Vink      | 5          | 6          | [9]        |  |  |        |                               |                               |        |        |  |